# From Left to Right
From Left to Right är det svenska bandet Adhesives andra studioalbum, släppt 1998 på Ampersand Records.

## Låtlista
1. "All in the Name of Progress" - 1:46
2. "Prefab Life" - 1:49
3. "Doubtful" - 1:31
4. "It's Not About Me" - 1:48
5. "Your Morality Is Broken" - 1:13
6. "Phone in Sick" - 1:50
7. "Charcter-Builder" - 1:43
8. "Your World of Noones" - 2:17
9. "Silence Itself Is a Form of Opression" - 1:39
10. "How Am I Supposed to Envy You?" - 2:35
11. "Dividing Lines" - 1:46
12. "Accident Waiting to Happen" - 2:56 (Billy Bragg)
13. "A Job for Real Men" - 1:27
14. "Punk Is More Than a Bunch of Kids with Funny Haircuts" - 1:15